# The Business
Pour l’article homonyme, voir The Business (film).
The Business est un groupe de punk rock et oi! britannique, originaire de Lewisham, South London, en Angleterre. Les membres du groupe sont supporters du club londonien de West Ham. Le groupe dure pendant quatre décennies jusqu'à la mort du chanteur Micky Fitz en décembre 2016.

## Biographie
Le groupe est formé en 1979 par les amis d'école Steven (Steve) Kent (guitare), Michael Fitzsimons (Micky Fitz) (chant), Nicholas (Nick) Cunningham (batterie) et Martin Smith (basse). Ils effectuent leur premier concert devant des amis en février 1980, et après avoir recruté Lol Pryor comme manager, commencent à jouer plus souvent. La première chanson du groupe s'intitule Out in the Cold, incluse dans la compilation A Sudden Surge of Sound. Ils jouent leur premier concert oi! en 1981, en soutien au groupe The 4-Skins, et deviennent depuis associés à la scène oi!. 
En novembre 1981, ils publient leur premier single, Harry May, qui passe trois mois à la 13e place de l'UK Indie Chart. La formation originale se sépare à la fin 1981, avec Kent, Cunningham, et Smith qui forment Q-Bow, mais Fitz s'associe avec Pryor, pour recruter Graham Ball à la guitare, Mark Brennan et Steve Whale des Blackout, et John Fisher à la batterie. La nouvelle formation fait ses débuts sur scène en janvier 1982, après quoi Ball and Fisher quitte le groupe, désormais quatuor, avec Kev Boyce des Blackout à la batterie. La nouvelle formation entregistre l'EP Smash the Discos, classé troisième, et après une tournée locale, enregistrent leur premier album, qui sera baptisé Loud, Proud, and Punk. Des parties manquantes de leur cassette forcent le groupe à réenregistrer l'album sous le titre de Suburban Rebels en mai 1983. L'album est remixé par leur label, Secret Records, sans leur consentement, et les difficultés financières de Secret Records limiteront la campagne publicitaire de l'album. Frustré par ces événements, le groupe se sépare ; ils formeront les groupes Chapter et Sabre Dance qui n'iront pas bien loin.
À la fin 1986, Brennan et Pryor fondent Link Records, et, avec Brennan trop occupé avec le label, le groupe se sépare de nouveau. En 1992, Fitz joue quelques chansons avec The Elite et reforme le groupe pour jouer un concert en bénéfice pour Bobby Moore, mort d'un cancer. Brennan fonde plus tard le label Captain Oi! Records et ne rejoint pas le groupe. La formation des Business comprend à cet instant Micky Fitz (chant), Steve Whale (guitare), Lol Proctor (basse) et Micky Fairbairn (batterie). Le groupe publie un nouveau single, Anywhere but Here, et un nouvel album, Keep the Faith, en 1994. Après quelques tournées européennes, le groupe fait ses débuts scéniques en Amérique en août 1994. En 1997, The Business publie The Truth, The Whole Truth and Nothing but the Truth, produit par Lars Frederiksen de Rancid. En 2000, le groupe se joint à Dropkick Murphys pour l'album Mob Mentality. Le dernier album du groupe, No Mercy for You, est publié en 2001. Ils publieront aussi le single à succès England 5 - Germany 1 (basé sur le résultat d'un match de football en 2001).
En 2010, Tosh quitte le groupe et, après avoir joué avec Johny Skullknuckles, le groupe est complété par Fish (des Skeptix, Discharge et Demon) pour les instruments à six cordes. Dès lors, ils enregistrent l'album, Back in the Day, qui finit aux labels Randale Records et Sailors Grave Records en 2014. À l'été 2015, Micky est diagnostiqué d'un cancer, qu'il refusera d'annoncer publiquement avant un concert d'adieu des Business. Leur dernier concert se fait en octobre 2015 à Badalone, en Espagne. À la fin 2015, Micky Fitz part en radiothérapie. Le 1er décembre 2016, le décès de Fitz est annoncé. Le groupe décide donc de se séparer définitivement.

## Discographie

### Albums studio
- 1983 : Suburban Rebels
- 1985 : Saturday's Heroes
- 1988 : Welcome to the Real World
- 1990 : In and Out of Business
- 1994 : Keep the Faith
- 1997 : The Truth, the Whole Truth and Nothing but the Truth
- 2001 : No Mercy for You
- 2003 : Under The Influence
- 2003 : Hardcore Hooligan

### Singles/EP
- 1983 : Harry May
- 1983 : Smash the Discos EP
- 1983 : 1980-81 - Official Bootleg
- 1983 : Out of Business
- 1985 : Get Out of My House
- 1985 : Drinking and Driving
- 1988 : Do a Runner
- 1994 : Anywhere But Here
- 1996 : Death II Dance
- 1997 : One Common Voice
- 2002 : Hell 2 Pay
- 2002 : Mean Girl EP

### Compilations et albums live
- 1984 : Loud, Proud and Punk - Live
- 1985 : Back to Back
- 1985 : Back to Back Volume 2
- 1986 : Singalongabusiness
- 1989 : Live and Loud
- 1991 : The Business 1979-1989
- 1992 : The Best of The Business: 28 Classic Oi Anthems...
- 1995 : The Complete Business Singles Collection
- 1996 : Harry May - The Singles Collection
- 1996 : Loud, Proud and Oi!
- 1998 : The Business Live
- 2000 : Mob Mentality (split Dropkick Murphys)

### Compilations
- A Sudden Surge of Sound LP (1980) VU
- Carry on Oi! LP (1981) Secret
- Oi! Oi! That's Yer Lot! LP (1982) Secret
- The Scret Life Of Punks LP (1982) Secret
- Burning Ambitions: A History Of Punk 2 X LP (1982) Cherry Red
- UK/DK LP (1982) Anagram
- Defiant Pose LP (1983) Illegal
- Son Of Oi! LP (1984) Syndicate
- Oi! The Resurrection LP (1987) Link
- Oi! Chartbusters Volume 1 LP (1987) Link
- Oi! Chartbusters Volume 2 LP (1987) Link
- The Sound Of Oi! (1987) Link
- Oi!..The Picture Disc LP (1987) Link
- Oi! Chartbusters Volume 2 LP (1987) Link
- Oi! Chartbusters Volume 3 LP (1988) Link
- Oi!..The Picture Disc Volume 2 LP (1988) Link
- Oi!..That's What I Call Music LP (1988) Link
- Oi!..The Main Event LP (1988) Link
- Oi! Chartbusters Volume 4 LP (1988) Link
- Oi! Chartbusters Volume 5 LP (1989) Link
- Pop Oi! LP (1989) Link
- Oi! Chartbusters Volume 6 LP (1990) Link
- Punk On The Road LP (1990) Skunx
- The Oddities Of Oi! LP (1991) Link
- Heroes And Villans LP (1996) Step-1
- Oi! It's A World League LP (1193) Havin' a Laugh
- Nobody's Heroes (1993) Castle Communications
- The Punk Generation (1993) Castle Communications
- The Voice Of The Street (1995) Pub City Royal
- Kill Your Radio  (IRS, 1995)
- The Punk Rockers (Castle Communications, 1995)
- The Best Of Oi! LP (1996) Dojo
- Secret Records - The Punk Singles Collection Volume 1 LP (1996) Captain Oi!
- Punk and Nasty (1996) Emporio
- Real Punk - The Nasty Years (1996) Cleopatra
- England's Glory (1996) Cherry Red
- Punk Crazy (1996) Castle Pulse
- Anarchy From The UK - Volume 1 (1996) Dojo
- Secret Records - The Punk Singles Collection Volume 2 LP (1996) Captain Oi!
- The Great British Punk Rock Explosion LP (1996) Dojo
- Trouble On The Terraces LP (1996) Step-1
- The Best Of Oi! LP (1996) Dojo
- Heroes And Villans LP (1996) Step-1
- Punk & Disorderly LP (1996) Step-1
- Tribute To The Smiths (1996) Too Damn Hype
- Forever Blowing Bubbles (1996) Cherry Red
- Punk Power (1996) Emporio
- On The Streets (1997) We Bite
- Give 'Em The Boot  (1997) Hellcat
- Oi! The Tine  (1997) Harry May
- Box Or be Boxed  (1997) Lonsdale
- Down To Margate  (1997) Harry May
- 100% British Oi!  (1998) Captain Oi!
- Cheap Shots III (1998) Burning Heart
- Lords Of Oi!  (1998) Dressed To Kill
- Live Hate  (1998) Music Collection
- The World Of Football - The Good, The Bad and the Ugly Of World Football  (1998) Charlton
- Scene Killer Volume 1  (1998) Outsider
- Around The World In 80 Minutes  (1999) Rotten
- The Greatest Punk Of All Time  (1999) Dressed To Kill
- Punk  (1999) Pegasus
- Oi! This Is England  (2000) Dressed To Kill
- Cheap Shots IV  (2000) Burning Heart
- The Worldwide Tribute To Real Oi!  (2000) I Scream
- Spirit Of The Street  (2000) Burning Heart
- Complete Burning Ambitions - A History Of Punk (2001) Cleopatra
- Punk-O-Rama 6 (2001) Epitaph
- Cheap Shots V  (2001) Burning Heart
- Cash From Chaos - Complete Punk Collection (2001) EMI
- Without Warning - It's Punch Drunk IV  (2002) TKO
- Addicted To Oi!  (2002) Captain Oi!
- Riot  (2003) Hepcat
- The Kings of Street Punk  (2007) G&R